# Ali Rachedi
Pour les articles homonymes, voir Rachedi.
Ali Rachedi (né le 21 novembre 1954 à Albi) est une personnalité du football français, d'origine algérienne.

## Carrière
Ancien joueur de football en troisième division (US Albi et Stade ruthénois), il devient ensuite directeur sportif du club aveyronnais lors de son passage en Division 2.
En 1992, il fonde la société d'agents de joueurs A.Sport avec Stéphane Canard.
En décembre 2003, il devient le directeur sportif du Toulouse Football Club. Il prend sa retraite en 2016.